# Werner Kempf
Pour les articles homonymes, voir Kempf.
Werner Kempf (9 mars 1886 à Königsberg - 6 janvier 1964 à Bad Harzburg) est un General der Panzertruppen (général des troupes blindées) allemand qui a servi au sein de la Heer (l'armée de terre) dans la Wehrmacht (les forces armées du Reich) pendant la Seconde Guerre mondiale.
Il a été récipiendaire de la croix de chevalier de la croix de fer avec feuilles de chêne. La croix de chevalier de la croix de fer et son grade supérieur, les feuilles de chêne, sont attribués pour récompenser un acte d'une extrême bravoure sur le champ de bataille ou un commandement militaire avec succès.

## Biographie
Il rejoint l'armée impériale allemande (Deutsches Heer) le 14 mars 1905 et sert dans le 149e régiment d'infanterie. Pendant la Première Guerre mondiale, il atteint le grade de Hauptmann (capitaine). Il sert ensuite dans la Reichswehr et la Wehrmacht. Au début de la Seconde Guerre mondiale, il prend part à l'invasion de la Pologne comme Generalmajor, commandant une Panzerdivision. En 1939 et 1940, il commande la 6e division blindée pendant dans la Bataille de France et est promu Generalleutnant. On lui décerne la croix de chevalier de la croix de fer pour son rôle dans la campagne.
À partir du 5 mai 1942, il est commandant général du XXXXVIII. Panzerkorps et reçoit le 10 août 1942 les feuilles de chêne à sa croix de chevalier. En juillet 1943, il participe à la Bataille de Koursk comme commandant du détachement d'armée Kempf sur le Front de l'Est. De mai à septembre 1944, il est commandant de la Wehrmacht dans les États baltes. Il est ensuite déplacé dans le commandement de la réserve jusqu'à ce qu'il soit capturé en mai 1945. Il est libéré en 1947.

## Décorations
- Croix de fer (1914)
  - 2e classe (15 septembre 1914)
  - 1re classe (28 février 1916)
- Croix d'honneur des combattants 1914-1918
- Agrafe de la croix de fer (1939)
  - 2e classe (15 septembre 1939)
  - 1re classe (28 septembre 1939)
- Médaille du front de l'Est
- Ordre de Michel le Brave 3e classe (6 novembre 1942)
- Croix de chevalier de la croix de fer avec feuilles de chêne
  - Croix de chevalier le 3 juin 1940 en tant que Generalleutnant et commandant de la 6 Panzer-Division[1]
  - 111e feuilles de chêne le 10 août 1942 en tant que General der Panzertruppe et commandant du XXXXVIII.Panzerkorps[2]